# Plagiolepis manczshurica
Plagiolepis manczshurica é uma espécie de formiga do gênero Plagiolepis, pertencente à subfamília Formicinae.